# Juniperus angosturana
Juniperus angosturana är en cypressväxtart som beskrevs av Robert Phillip Adams. Juniperus angosturana ingår i släktet enar, och familjen cypressväxter. IUCN kategoriserar arten globalt som livskraftig. Inga underarter finns listade i Catalogue of Life.